# Tor wodny

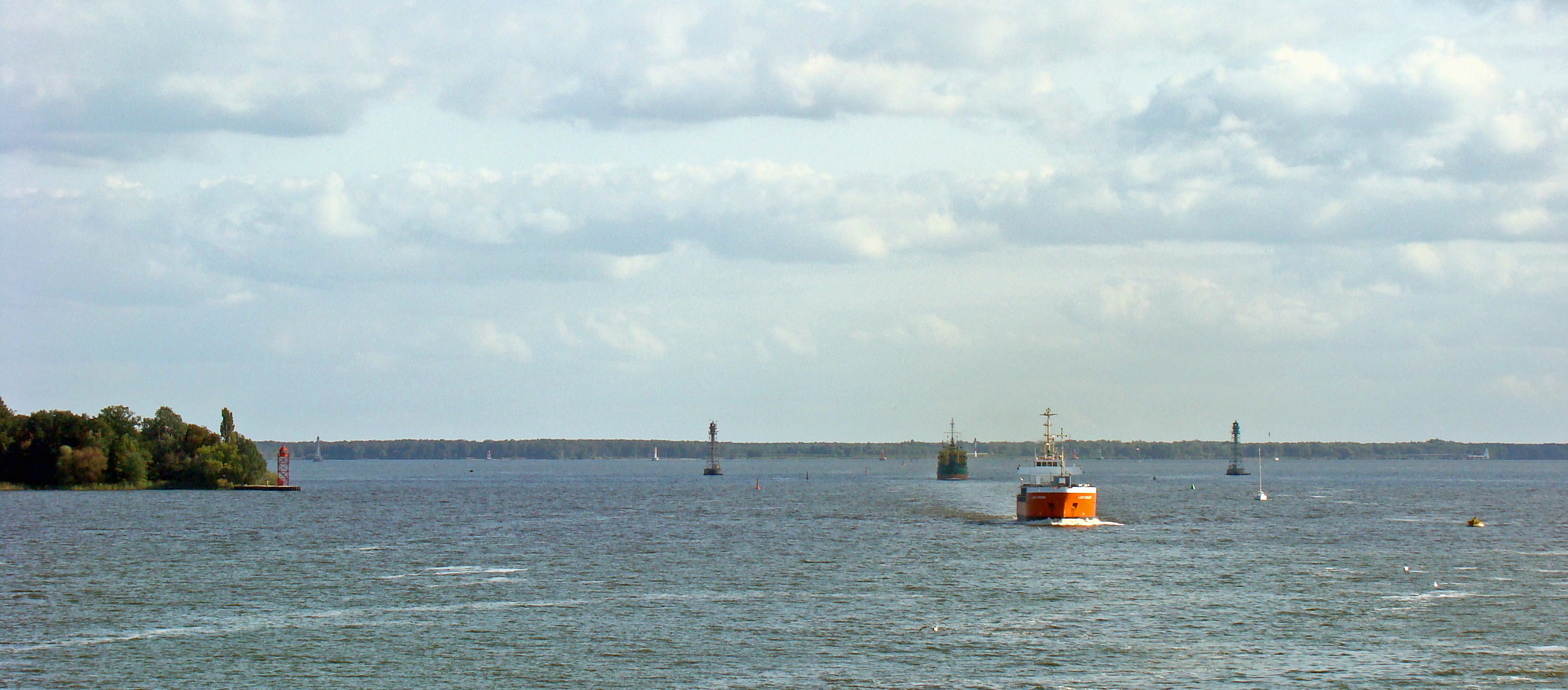
Statki na torze wodnym Świnoujście–Szczecin

Tor wodny (z niderl. farwater) – droga dla statków, bezpieczna o odpowiedniej głębokości, wyznaczona na akwenie trudnym lub niebezpiecznym, oznaczona stałymi (np. brama torowa) lub pływającymi znakami nawigacyjnymi, na której może odbywać się bezpiecznie i swobodnie ruch żeglugowy. Kierunek (prawa i lewa strona) toru wodnego, prowadzi zawsze z morza do portu, ujścia rzeki lub do innej drogi wodnej.
Na wodach śródlądowych kierunek toru jest zgodny z kierunkiem prądu rzeki, a na wodach stojących jest wyznaczany przez władze lokalne. Ważną kwestią jest utrzymanie szlaku żeglownego.
Na przykład farwater szczeciński (tor wodny Świnoujście–Szczecin) to droga wodna począwszy od pławy podejściowej w Zatoce Pomorskiej przez Świnoujście, Zalew Szczeciński i Odrę do portu morskiego w Szczecinie.